# Nuove Brigate Rosse
Nuove Brigate Rosse (spesso abbreviato in Nuove BR) è la denominazione giornalistica che indicava varie organizzazioni eversive di matrice comunista sorte dopo la divisione interna e la successiva disgregazione delle Brigate Rosse, alla fine degli anni ottanta del XX secolo.
La principale di queste organizzazioni fu quella conosciuta con la sigla di Brigate Rosse per la Costruzione del Partito Comunista Combattente, attiva tra il 1999 e il 2006, di Nadia Desdemona Lioce e Mario Galesi.

## Storia
Sorta dalle ceneri delle Brigate Rosse all'indomani dello smantellamento di quest'ultima causato dai numerosi arresti e dalle diverse scissioni che, nel 1989, aveva oramai ridotto all'osso il numero dei brigatisti ancora in clandestinità, privati oltretutto anche di un vero e proprio coordinamento e delle più elementari capacità logistiche ed operative, complessivamente, le Nuove Brigate Rosse, agirono come gruppo terroristico nell'arco di cinque anni: tra il 1999, anno dell'omicidio del consulente del Ministero del lavoro e della previdenza sociale, Massimo D'Antona, ed il 2003, quando l'intera organizzazione venne praticamente smantellata a seguito di numerosi arresti e dei conseguenti processi e condanne inflitte ai vari componenti e fiancheggiatori.
Nella logica di prosecuzione di quella esperienza di lotta armata, i brigatisti della cosiddetta "terza generazione" puntarono a raccogliere quell'eredità riproponendo un modello organizzativo non distante da quello degli anni di piombo, sia nel progetto strategico, sia nella gestione della clandestinità, nonché nel frasario ideologico dei documenti di rivendicazione. L'intento era quindi quello di porsi in una situazione di "continuità oggettiva" con il gruppo storico, come del resto esplicitato anche in diversi documenti di rivendicazione, assumendo con ciò anche la "responsabilità politica di prenderne la denominazione", che difatti risulta non molto dissimile rispetto a quella originale (Brigate Rosse, appunto).
Questo proposito trovò l'approvazione e l'adesione anche di diversi brigatisti storici, i cosiddetti irriducibili, terroristi mai dissociati e reclusi nei vari istituti carcerari italiani che decisero di appoggiare idealmente la "causa" fino ad attribuirsi, nei vari proclami durante i processi che seguirono, la paternità di alcune azioni delle Nuove BR rivendicando, ad esempio (o addirittura collaborando alla stesura del volantino stesso) gli omicidi firmati dalla nuova sigla.
Dalle vecchie BR ereditano anche la tipologia di struttura, paramilitare e fortemente compartimentata, organizzata per cellule e con a capo una Direzione strategica formata principalmente da Nadia Desdemona Lioce e da Mario Galesi a cui si aggiunse, in un secondo momento, anche Roberto Morandi.
Gli altri componenti, ovvero un numero non ben determinato di militanti e semplici fiancheggiatori, erano invece impiegati in diversi altri compiti legati a differenti livelli di responsabilità politica e di capacità operativa, come ad esempio nella preparazione e nella realizzazione delle azioni (le squadre operative offensive e le staffette), nell'opera di reclutamento di nuovi membri, o di propaganda e diffusione dei documenti di rivendicazione.
Tra loro c'erano: Diana Blefari Melazzi, Marco Mezzasalma, Federica Saraceni, Laura Proietti, Paolo Broccatelli, Simone Boccaccini, Bruno Di Giovannangelo, Alessandro Galliverti e Cinzia Banelli, quest'ultima pentitasi nel 2004 e le cui rivelazioni aiutarono gli inquirenti a far luce su molti aspetti delle vicende del gruppo.
Diversa fu invece la storia di Luigi Fallico, l'unico componente già coinvolto in vecchie inchieste, verso la fine degli anni ottanta, riguardanti la colonna romana delle Brigate Rosse. Arrestato nuovamente, nel 2009, con l'accusa di essere a capo di una cellula delle Nuove BR e per il presunto coinvolgimento nell'attentato alla caserma della "Folgore" di Livorno nel 2006 (nonché per quello mai realizzato al G8 della Maddalena), Fallico venne poi trovato morto, il 22 maggio 2011, nella sua cella del carcere di Viterbo, a causa di un malore dovuto ad un infarto. La sua presenza nelle vicende delle Nuove BR può essere quindi letta come elemento di continuità tra le nuove e le vecchie generazioni di terroristi, un filo rosso mai spezzato che lega la storia e le sorti dei due movimenti.

## Assetto ed organizzazione
Nello specifico, è stato indicato come Nuove Brigate Rosse il gruppo criminale responsabile dell'omicidio D'Antona e dell'omicidio Biagi nel 2002.
A distanza di undici anni dall'ultimo assassinio a firma Brigate Rosse, quello del senatore democristiano Roberto Ruffilli (avvenuto nel 1988), le Nuove BR furono artefici di una nuova stagione di lotta armata e di omicidi politici, giustificati con la retorica della logica rivoluzionaria e avanguardista mirante alla conquista del potere politico per la successiva instaurazione di una dittatura del proletariato.
L'organizzazione, costituita da un modestissimo numero di elementi, tra i quali Nadia Desdemona Lioce e Mario Galesi, è stata smantellata nel 2003, a seguito degli arresti di questi ultimi, azione che è costata la vita al sovrintendente della PolFer Emanuele Petri, insignito per questo della medaglia d'oro al valor civile alla memoria.
Individuato nel cosiddetto progetto politico neo-corporativo della ristrutturazione del mondo del lavoro l'obiettivo primario da colpire, quasi tutte le azioni dell'organizzazione furono orientate contro esponenti delle istituzioni legati a quel preciso contesto politico.

## Cronologia delle attività principali

### 1999: omicidio di Massimo D'Antona

Massimo D'Antona

L'omicidio del giurista e consulente del Ministero del lavoro e della previdenza sociale, Massimo D'Antona venne eseguito dalle Nuove BR la mattina del 20 maggio 1999, in via Salaria a Roma dove, quando erano da poco passate le ore otto, il professore venne bloccato da un commando di brigatisti formato da Mario Galesi, Nadia Desdemona Lioce, spalleggiati da altri tre terroristi nel ruolo di staffette.
Galesi, armato di una pistola automatica, esplose i nove colpi del caricatore, infliggendo il colpo di grazia al cuore di D'Antona, il quale fu trasportato d'urgenza al Policlinico Umberto I dove, alle ore 9.30, venne dichiarata la sua morte. Nel processo per il suo assassinio vennero chiamate a giudizio 17 persone per rispondere delle accuse di banda armata e omicidio e, nel primo grado, l'8 luglio 2005, la Corte d'assise di Roma, emise condanne all'ergastolo per Nadia Desdemona Lioce, Roberto Morandi e Marco Mezzasalma. Il 1º marzo dello stesso anno, giudicate con il rito abbreviato, Laura Proietti e Cinzia Banelli erano già state condannate rispettivamente alla pena dell'ergastolo e a vent'anni di reclusione.
Pene minori, invece, per gli altri accusati, tutti assolti dall'accusa di concorso nell'omicidio e condannati per associazione sovversiva: Paolo Broccatelli (nove anni), Diana Blefari Melazzi (nove anni e 6 mesi), Federica Saraceni (quattro anni e 8 mesi), Simone Boccaccini (cinque anni e 8 mesi), Bruno Di Giovannangelo e tutti gli "irriducibili" che dal carcere di Trani avevano rivendicato l'omicidio (cinque anni e 6 mesi).
Il 28 giugno 2006 la Corte d'assise d'appello confermò in secondo grado gli ergastoli per Lioce, Blefari Melazzi, Mezzasalma, Morandi, riducendo invece le pene a Laura Proietti (vent'anni) e alla pentita Cinzia Banelli (dodici). Ribaltata invece la sentenza di Federica Saraceni che, assolta in primo grado dall'accusa di concorso nell'omicidio, venne condannata a ventuno anni e sei mesi e ritenuta responsabile di questo particolare reato
.
La Cassazione, con sentenza del 28 giugno 2007, confermerà sostanzialmente le condanne inflitte in appello.

### Altre azioni
Seguono altre azioni terroristiche, come gli attentati alla sede della Commissione di Garanzia sullo Sciopero, a quella della CISL di Milano (entrambi effettuati nel 2000) e all'Istituto Affari Internazionali di Roma nel 2001, oltre a quattro rapine realizzate in Toscana, tra il 1998 e il 2003, con lo scopo di reperire fondi per finanziare le attività terroristiche delle Nuove BR.

### 2002: omicidio di Marco Biagi

Marco Biagi

Alle 20.15 del 19 marzo 2002, il giuslavorista e consulente del Ministero del lavoro e della previdenza sociale Marco Biagi venne assassinato a Bologna, freddato da alcuni colpi di pistola davanti alla sua abitazione, mentre rincasava sulla sua bici provenendo dalla stazione ferroviaria.
Il commando che portò a termine l'azione utilizzò la stessa arma del delitto D'Antona e, nel compiere l'agguato, i brigatisti vennero agevolati soprattutto dal fatto che Biagi girava senza protezione dopo che, qualche mese prima, gli era stata revocata la scorta. Il documento di rivendicazione, a firma Nuove Brigate Rosse, presentò immediatamente per gli esperti diverse analogie con quello del precedente delitto D'Antona e, già nelle prime righe, si individua una certa progettualità criminale caratterizzante dell'organizzazione che, come per D'Antona, tende a colpire uomini dello Stato legati ad un contesto di ristrutturazione del mercato del lavoro. Nel processo di primo grado, il 1º giugno 2005, la Corte d'Assise emise una sentenza di cinque ergastoli, condannando come responsabili Nadia Desdemona Lioce, Roberto Morandi, Marco Mezzasalma, Diana Blefari Melazzi e Simone Boccaccini.
Il 6 novembre 2006, la Corte d'assise d'appello di Bologna, confermò gli ergastoli per Diana Blefari Melazzi, Roberto Morandi, Nadia Desdemona Lioce e Marco Mezzasalma, riducendo a ventuno anni di reclusione la condanna del quinto imputato, Simone Boccaccini, riconoscendogli le attenuanti generiche.
L'8 dicembre 2007, la quinta sezione penale della Corte di cassazione, confermando il verdetto emesso in appello, rese definitive le condanne ai cinque brigatisti responsabili, tranne che per Nadia Desdemona Lioce che, condannata all'ergastolo in appello, non aveva presentato alcun ricorso in cassazione.

### 2003: sparatoria sul treno Roma-Firenze e gli arresti
Il 2 marzo 2003, nei pressi di Castiglion Fiorentino, in una sparatoria avvenuta sul treno interregionale Roma-Firenze, perde la vita il sovrintendente della PolFer Emanuele Petri che, assieme ad altri due colleghi, svolgeva servizio di scorta viaggiatori.
Durante un normale controllo degli agenti sul convoglio, i brigatisti Mario Galesi e Nadia Desdemona Lioce, che viaggiano sotto falso nome e temono di essere scoperti, tirano fuori le pistole e iniziano a fare fuoco uccidendo Petri. Gli altri due agenti della PolFer presenti sul posto rispondono al fuoco ferendo a morte Galesi, colpito da due proiettili allo stomaco, e catturando la Lioce. Ai tre agenti fu concessa la medaglia d'oro al valor civile, per Petri alla memoria.
Dall'analisi del computer palmare, sequestrato alla Lioce, gli investigatori risalgono a diverse informazioni sull'organizzazione, sui suoi componenti e su una serie di documenti che collegherebbero i due terroristi con gli omicidi D'Antona e Biagi.
Tramite la decodifica di quei dati, verrà poi rinvenuto anche un covo a Roma, in via Montecuccoli, con contratto di affitto intestato a Diana Blefari Melazzi e nel quale vennero rinvenute grosse quantità di esplosivo e documenti delle Nuove Brigate Rosse, tra cui lo scritto di rivendicazione dell'omicidio Biagi, e smantellata l'organizzazione. Il 24 ottobre 2003 infatti furono arrestati otto presunti brigatisti: Cinzia Banelli, Laura Proietti, Federica Saraceni, Paolo Broccatelli, Roberto Morandi, Marco Mezzasalma e Alessandro Costa.
Per l'omicidio Biagi, Nadia Desdemona Lioce, venne condannata in secondo grado all'ergastolo dalla Corte d'appello di Firenze il 29 giugno 2005, confermando il giudizio di primo grado della Corte d'assise d'Arezzo. Nel 2006, poi, la prima sezione penale della Corte di cassazione rese definitiva la condanna.

### 2006: attentato alla caserma della Folgore
Il 25 settembre 2006, un attentato dinamitardo venne effettuato ai danni della caserma Vannucci della Brigata "Folgore", a Livorno.
Nella ricostruzione dei fatti l'attentatore, identificato poi in Gianfranco Zoja (in passato detenuto per appartenenza alle Brigate Rosse), piazzò al di fuori della caserma un ordigno artigianale nascosto in un borsone, e abbandonato in una siepe davanti alla caserma. Conteneva una sorta di mortaio costituito da un tubo contenente polvere pirica, sulla cui sommità, puntata verso la sala congressi della caserma, era sistemata una scatoletta di tonno piena di 300 grammi di gelatina di cava.
Ma l'intervento dei due militari di guardia della Folgore, insospettitisi del borsone, e che avevano deviato la traiettoria dell'esplosione, e impedito conseguenze alle persone. 
L'attentato fallito venne poi rivendicato con un volantino a firma "per il Comunismo Brigate Rosse":
Questo, all’interno del Nuovo Ordine Mondiale disegnato dal polo imperialista attualmente dominante U.S.A. ha svolto negli ultimi decenni un ruolo sempre più attivo di penetrazione politica, economica e militare, dalla Somalia alla Jugoslavia, dall’Afghanistan all’Irak e oggi, infine, anche in Libano. Per non parlare dell’alleanza strategica con Israele, punta di lancia dell’imperialismo nell’area mediorientale. Se l’imperialismo è il modo di essere del capitale più avanzato in questa fase storica, la rivoluzione comunista deve necessariamente assumere la forma dell’internazionalismo proletario. Occorre cioè costruire la corretta dialettica tra ciò che la lotta di classe esprime a livello locale e la dimensione necessariamente internazionale dello scontro. Allo stesso modo, occorre sostenere, all’interno del Fronte antimperialista, quelle forze che si muovono nella direzione dei reali interessi strategici del proletariato internazionale.
Portare in casa dell’imperialismo la guerra che esso porta al resto del mondo!
Guerra alla guerra imperialista! Costruire il solo strumento capace di ribaltare i rapporti di forza tra proletariato e borghesia, cioè il Partito Comunista Combattente!"»
Nel processo che seguì i giudici decisero di derubricare l'accusa da banda armata a cospirazione politica mediante accordo, condannando Zoja a otto anni e sei mesi di reclusione e Massimo Riccardo Porcile a sette anni e sei mesi. Per il terzo imputato, Luigi Fallico, la morte in cella nel maggio 2011 determinò l'estinzione del reato.

## Documenti ideologici

### Larisoluzione strategicadi Renato Porcile
Nel giugno 2009, durante una perquisizione condotta dalla Digos a casa di Renato Porcile, a Roma, viene rinvenuto un documento di "risoluzione strategica" delle Nuove BR.
Nel documento, tra le altre cose si indicano, come obiettivi dell'organizzazione, quello di "individuare e colpire il personale politico economico e militare dell'imperialismo e delle sue strutture; individuare e colpire il personale politico economico e militare del progetto di ristrutturazione dello Stato e le sue articolazioni; Guerra alla guerra imperialista", prefigurando così uno spostamento dell'attenzione, del gruppo terroristico, dal mondo del lavoro (e della stagione degli omicidi di Massimo D'Antona e Marco Biagi) a quello politico-internazionale.
L'analisi dello scritto brigatista continua poi prefigurando "l'esistenza attuale di un ampio campo antimperialista, ancorché reazionario in alcune sue componenti, può creare spazio di manovra per i rivoluzionari internazionali" con "modelli organizzativi totalmente differenti rispetto al passato" in cui "i militanti saranno, in questa fase, necessariamente in numero ristretto, perché prodotto di lunga selezione; nel contempo si richiedono alti livelli di coscienza e di capacità operative. Tuttavia questi quadri devono essere potenzialmente interscambiabili e sostituibili".

### Lascalettadi Luigi Fallico
Sempre nel giugno 2009, nel laboratorio romano di Luigi Fallico, venne rinvenuto un documento scritto di 30 pagine che, secondo i magistrati che ordinarono agli agenti della Digos di operare la perquisizione, dimostravano il crescente avanzamento di una formazione (le Nuove BR) che si proponeva come erede del disegno eversivo sviluppato dalle Brigate Rosse. Nel volantino, una cosiddetta "scaletta" di risoluzione strategica dell'organizzazione, sembra emergere l'intento di una ripresa della lotta armata facendo cenno, in alcuni passaggi, ad un "ruolo di fase a breve termine" di un "collettivo combattente necessariamente specializzato e ristretto, che si propone però fin da subito l'obiettivo della costruzione del partito comunista combattente, rivolgendosi alle punte più avanzate della classe" anche se "non si tratterà in questa fase di organizzare le masse sul terreno della prima (la cosiddetta 'prima posizione' della lotta armata prefigurata dalle BR negli anni ottanta, ndr) ma di dare indicazione strategica".
La scaletta farebbe anche riferimento ad altri documenti (come ad esempio gli "appunti per una discussione, cartella 27" e il "terzo contributo al dibattito interno, cartella 12") che, sempre secondo gli inquirenti, sarebbero la testimonianza di una continuità e di un legame mai interrotto tra le nuove e le vecchie generazioni di terroristi.

## Condanne dei principali componenti e fiancheggiatori
- Nadia Desdemona Lioce: condannata all'ergastolo per gli omicidi di Massimo D'Antona, Marco Biagi ed Emanuele Petri.
- Roberto Morandi: condannato all'ergastolo per l'omicidio D'Antona e per quello di Marco Biagi.
- Marco Mezzasalma: condannato all'ergastolo per l'omicidio D'Antona e per quello di Marco Biagi.
- Laura Proietti: condannata a vent'anni di reclusione per l'omicidio di Massimo D'Antona.
- Cinzia Banelli: condannata a dodici anni di reclusione per l'omicidio di Massimo D'Antona e a dieci anni e 5 mesi per quello di Marco Biagi. Nel 2004 si è pentita e ha iniziato un percorso collaborativo che le ha permesso di ottenere la libertà condizionata nel 2006. Attualmente le è stata assegnata una nuova identità ed è stata trasferita in una località segreta.
- Simone Boccaccini: condannato a ventuno anni di reclusione per l'omicidio di Marco Biagi.
- Federica Saraceni: condannata a ventuno anni e 6 mesi per l'omicidio D'Antona.
- Paolo Broccatelli: sconta una condanna a nove anni e 6 mesi per rapina e banda armata.
- Bruno Di Giovannangelo: condannato a cinque anni e 6 mesi per l'omicidio D'Antona.
- Alessandro Costa e i fratelli Maurizio e Fabio Viscido sono stati tutti processati per l'omicidio di Massimo D'Antona, non ritenuti colpevoli e prosciolti dall'accusa di banda armata.

Due componenti dell'organizzazione hanno invece perso la vita: Mario Galesi, rimasto ucciso il 2 marzo 2003 durante una sparatoria che costò la vita anche al sovrintendente della PolFer Emanuele Petri, e Diana Blefari Melazzi, morta suicida nella sua cella del carcere di Rebibbia il 31 ottobre 2009, cinque giorni dopo la sentenza della Prima sezione penale della Cassazione che la condannava in via definitiva al carcere a vita per l'omicidio di Marco Biagi.